# Princesa Isabel Esporte Clube
Princesa Isabel Esporte Clube foi uma agremiação esportiva da cidade de Manaus, no estado do Amazonas.

## História
O nome do clube é uma homenagem a Princesa Isabel. A equipe foi fundado no dia 11 de Maio de 1930 por Jorge de Brito Inglês Bonates, ou simplesmente Jorge Bonates, que foi presidente por mais de quadro décadas. O Princesa Isabel participou de 12 edições do Campeonato Amazonense: 1948, 1949, 1950, 1951, 1952, 1953, 1954, 1955, 1956, 1957, 1958 e 1959.